# Brooklyn Nine-Nine
Brooklyn Nine-Nine este un sitcom american creat de Dan Goor și Michael Schur acesta a avut premiera la 17 septembrie 2013 pe canalul Fox. Serialul îi are ca protagoniști pe detectivii Jake Peralta (Andy Samberg), Amy Santiago (Melissa Fumero) și căpitanul Raymond Holt (Andre Braugher). Acțiunea se desfășoară în Secția nr. 99 de politie din Brooklyn. Celelalte roluri sunt interpretate de Stephanie Beatriz (Rosa Diaz), Terry Crews (Terry Jeffords), Joe Lo Truglio (Charles Boyle), Chelsea Peretti (Gina Linetti), Dirk Blocker (Michael Hitchcock) și Joel McKinnon Miller (Norm Scully).    
1. ↑  Fernsehserien.de, accesat în 10 iunie 2020